# كريستا ثيريت
كريستا ثيريت (بالفرنسية: Christa Theret)‏ هي ممثلة فرنسية ولدت في يوم 25 يونيو 1991 في مدينة باريس عاصمة فرنسا، إشتهرت بتمثيلها لدور كاثرين هيسلنغ في فيلم رينوار في سنة 2012.

## حياتها المبكرة
عندما كانت طفلة ثيريت أن تصبح معلمة لكن بعد ذلك وجدت حظها في التمثيل.

## المهنة
بدأت التمثيل في سن 11 سنة حيث مثلت في فيلم Headhunter في سنة 2005، وفي سن ال14 مثلت في فيلم Le couperet في سنة 2005، في سنة 2007 مثلت في فيلم Et toi t'es sur qui? وألذي مثلت به دور شابة قوطية، إشتهرت بعد ذلك بتمثيلها في فيلم إضحك بأعلى صوت في سنة 2008 وألذي رشحت من خلاله لنيل جائزة سيزار لأفضل ممثلة واعدة، في 2012 مثلت في فيلم L'homme qui rit. في المستقبل تحلم ثيريت بأن تصبح مخرجة، كما أنها كانت قد ألفت أول فيلم قصير لها.

## وصلات خارجية
- كريستا ثيريت على موقع IMDb (الإنجليزية)
- كريستا ثيريت على موقع قاعدة بيانات الأفلام العربية
- كريستا ثيريت على موقع ألو سيني (الفرنسية)
- كريستا ثيريت على موقع أول موفي (الإنجليزية)
- كريستا ثيريت على موقع قاعدة بيانات الأفلام السويدية (السويدية)
- كريستا ثيريت على موقع قاعدة بيانات الفيلم (الإنجليزية)
- كريستا ثيريت على موقع كينوبويسك (الروسية)

- كريستا ثيريت على قاعدة بيانات الأفلام على الإنترنت
- كريستا ثيريت في تويتر